# Cinnycerthia fulva
Cinnycerthia fulva е вид птица от семейство Troglodytidae.

## Разпространение
Видът е разпространен в Боливия и Перу.